# Huanzalaïta
La huanzalaïta és un mineral de la classe dels òxids, que pertany al grup de la wolframita. Rep el nom del lloc on va ser descoberta: la mina Huanzala, al Perú.

## Característiques
La huanzalaïta és un òxid de fórmula química MgWO₄. Cristal·litza en el sistema monoclínic. Va ser aprovada com a espècie vàlida per l'Associació Mineralògica Internacional l'any 2009, i la primera publicació data del 2010.
Segons la classificació de Nickel-Strunz, la huanzalaïta pertany a «04.DB - Metall:Oxigen = 1:2 i similars, amb cations de mida mitjana; cadenes que comparteixen costats d'octàedres» juntament amb els següents minerals: argutita, cassiterita, plattnerita, pirolusita, rútil, tripuhyita, tugarinovita, varlamoffita, byströmita, tapiolita-(Fe), tapiolita-(Mn), ordoñezita, akhtenskita, nsutita, paramontroseïta, ramsdel·lita, scrutinyita, ishikawaïta, ixiolita, samarskita-(Y), srilankita, itriocolumbita-(Y), calciosamarskita, samarskita-(Yb), ferberita, hübnerita, sanmartinita, krasnoselskita, heftetjernita, columbita-(Fe), tantalita-(Fe), columbita-(Mn), tantalita-(Mn), columbita-(Mg), qitianlingita, magnocolumbita, tantalita-(Mg), ferrowodginita, litiotantita, litiowodginita, titanowodginita, wodginita, ferrotitanowodginita, wolframowodginita, tivanita, carmichaelita, alumotantita i biehlita.

## Formació i jaciments
Va ser descoberta a la mina Huanzala, situada al districte de Huallanca, a la província Dos de Mayo (Departament de Huánuco, Perú). També ha estat descrita a dos indrets de la localitat eslovaca d'Ochtiná, a la regió de Košice: a Zlatá baňa i a la troballa de molibdè i tungstè.